# 牟田城
牟田城（むたじょう）、または本告城（もとおいじょう）は、佐賀県神埼市本告牟田にあった日本の城（平山城）。本折城とも。

## 概要
神埼市の佐賀平野に位置し、環濠を巡らせていた。永久年間に下向してきた本告氏が築城し、元亀年間まで400年以上にわたり居城とした。